# Operatie Battleaxe
Operatie Battleaxe, ook wel bekend als de Slag om Sollum, was een Britse operatie tijdens de Tweede Wereldoorlog in juni 1941. Het doel was het vernietigen van de Duitse en Italiaanse strijdkrachten rond Cyrenaica. Een van de belangrijkste voordelen zou de opheffing van de belegering van Tobroek zijn.
De operatie verliep niet zonder slag of stoot, aangezien de Britse aanval met pantsereenheden tot stilstand werd gebracht door een goed georganiseerde, strategische verdedigingslinie van de Duitsers. Toen de Britten eenmaal tot stilstand waren gebracht, lanceerden de Duitsers een zeer efficiënte tegenaanval die de Britse strijdkrachten dwong terug te trekken naar hun oorspronkelijke posities. De mislukking van deze operatie leidde tot de vervanging van generaal Archibald Wavell, de Britse opperbevelhebber voor het Midden-Oosten.